# Расіня
46°11′ пн. ш. 16°42′ сх. д. / 46.18° пн. ш. 16.70° сх. д.
Расіня (хорв. Rasinja) – громада і населений пункт в Копривницько-Крижевецькій жупанії Хорватії.

## Населення
Населення громади за даними перепису 2011 року становило 3 267 осіб. Населення самого поселення становило 876 осіб.
Динаміка чисельності населення громади:
Динаміка чисельності населення центру громади:

## Населені пункти
Крім поселення Расіня, до громади також входять:
- Беланово-Село
- Цветковець
- Дуга-Рієка
- Гориця
- Грбашевець
- Іванчець
- Колединець
- Кузьминець
- Лудбреський-Іванаць
- Луковець
- Мала Расіниця
- Мала Рієка
- Пркос
- Радевлєво-Село
- Рибняк
- Суботиця Подравська
- Валика Расіниця
- Великі Грабічани
- Великий Погонаць
- Войводинець